# Memóriavezérlő
A memóriavezérlő a számítógép alaplapján vagy a CPU-ban található chip, ami kezeli az adatok áramlását a memóriába.
A legtöbb számítógép olyan x86-os processzorra épül, ami tartalmaz egy memóriavezérlőt a lapkára integrálva (északi híd, northbridge), akárcsak néhány modern mikroprocesszor, mint például az AMD Athlon 64 és Opteron processzorok. Az IBM POWER5-nek, és a Sun Microsystem UltraSPARC T1-nek van egy memóriavezérlője a processzoron, ami a memória késleltetésének csökkentéséért felelős. Míg ez a rendszer teljesítményének növekedését eredményezi, addig a processzort egy bizonyos memóriafajtához (vagy fajtákhoz) köti, kikényszerítve az újratervezést, annak érdekében hogy jobb legyen a támogatottsága az újabb technológiáknak.
Mikor bemutatták a DDR2 SDRAM-ot, az AMD kiadta az új Athlon 64-es processzorait. Ezek az új modellek DDR2 vezérlőkkel ellátva, egy másik fajta fizikai foglalatot használtak (Socket AM2 foglalatként ismeretes), így csak azokba az alaplapokba lehetett őket betenni, amelyek az új RAM számára voltak kifejlesztve. Ha a memóriavezérlő nem on-die (processzorra integrált), ugyanazt a CPU-t is fel lehet tenni az új alaplapra, egy felújított északi híddal.

## Célja
A memóriavezérlők a dinamikus RAM írásához illetve olvasásához és a DRAM frissítéséhez (a forgalomban lévő adatokat keresztülküldeni az egész eszközön) szükséges logikai áramköröket tartalmazzák. Állandó frissítés nélkül a DRAM elveszítené a belé írott adatokat,
amint a kondenzátorból kiszivárog a töltés néhány millimásodperc alatt (a JEDEC szabványoknak megfelelően ez 64 ms).
A DRAM-ba való írás és olvasás multiplexerek, illetve demultiplexerek használatával történik, úgy, hogy kiválasztjuk a helyes oszlop- és sorcímeket a multiplexer bemenetén, ahol a demultiplexer a DRAM-on ki tudja választani a kívánt memóriaterületet, és visszatérhet az adattal (még egyszer átmennek a multiplexeren, hogy csökkentsék a szükséges vezetékek számát).
A sín szélessége megadja annak a mértékét, hogy milyen sok párhuzamos forgalmi sáv elérhető a memóriacellákkal való kommunikációhoz. A memóriavezérlők sínszélessége 8 bitestől (régebbi rendszerekben) 256 bitesig (komplexebb rendszerekben és videókártyákban) terjed.
(tipikusan használva négy 64 bites egyidejü párhuzamosan vezérelt memóriavezérlőként,
bár némelyik „gang mode”-ra van tervezve, ahol két 64 bites memóriavezérlő használható egy 128-bit-es eszköz eléréséhez).

## Dupla adatsebességű memória
A dupla adatsebességű memória (DDR; Double Data Rate) vezérlőket a DDR SDRAM-ok vezérlésére használják, ahol az adatátvitel a rendszer órajelének fel- és lefutó élére történik.
A DDR memóriavezérlők jelentősen összetettebbek (komplexebbek), mint az SDR vezérlők, de lehetővé teszik a kétszeres mennyiségű adatforgalmat az órajel és/vagy a sínszélesség növelése nélkül.

## Duál-csatornás memória
A duál-csatornás memóriák olyan memóriavezérlők, ahol a DRAM eszközök külön vannak választva két különböző buszra, hogy a két memóriavezérlőt el lehessen érni párhuzamosan. Ez megduplázza az elméleti sávszélességét a busznak. Elméletben több csatornát lehet
építeni (az ideális változat külön csatorna lenne minden DRAM cellának), de a vezetékszám, pályakapacitás, és a párhuzamos vezetékeknek (azonos hosszúságuk miatt) megfelelő igényeket tekintve nagyon nehéz további csatornák hozzáadása.

## Teljesen pufferelt memória
A teljesen pufferelt memória rendszer elhelyez egy memóriapuffer eszközt minden memóriamodulra (FB-memory module-nak nevezzük, ha teljesen pufferelt memória van használatban), mely ellentétben a hagyományos memóriavezérlő eszközökkel egy sorozati linket használ, a párhuzamos, régebbi RAM-os megoldás helyett. Ez csökkenti a memória eszköz alaplaphoz illesztésének vezetékszámát (lehetővé teszi a kevesebb rétegszám használatát, mely több memóriaeszköz illesztését teszi lehetővé egy alaplapon).
Ez a növekedés megfelel annak az időnek, mely szükséges a DDR-ből párhuzamosan kiolvasott információ konvertálásához sorozati formátumba, melyet az FB-DIMM vezérlő használ, és vissza egy párhuzamos formátumba a memóriavezérlőbe az alaplapon. Elméletben az FB-DIMM-ek memóriapufferelt eszközeit meg lehetne építeni (tervezni), hogy elérjen minden DRAM cellát, lehetővé téve a memóriacellának egy agnosztikus (szabad gondolkodású) memóriavezérlő megoldást, de ez még nem lett bizonyítva, mert a technológia még a kezdeti szakaszában van.

## Külső hivatkozások
- Selecting Memory Controllers for DSP Systems Szelektáló memóriavezérlő DPS rendszerekhez, egy Hogyan-is cikk memóriavezérlők értékeléséhez VisualSIm virtual eszköz használatával.
- Memory Design Considerations When Migrating to DDR3 Interfaces from DDR2 Memória design mérlegelés , ha DDR2-ről DDR3 interfészre vált, részletes leírás a kimenetelről, ha szükséges DDR2 és DDR3 memóriavezérlés egyidejűleg www.memcoreinc.com
- https://web.archive.org/web/20070929161414/http://www.memcoreinc.com/main_products.shtml#memcontrollers Memóriavezérlő példa Intelligens tulajdonságú (IP) Magok, alkalmasak System On Chip (SoC) rendszerekben való használathoz, és feladatspecifikált integrált rendszerekhez. Ezek a vezérlők támogatják a DDR1, DDR2, DDR3, GDDR és a MobileDDR szabványokat. www.memcoreinc.com